# شهرستان بلویارسکی (استان سوردلوفسک)
شهرستان بلویارسکی (به لاتین: Beloyarsky District) یک شهرستان در روسیه است که در استان سوردلوفسک واقع شده‌است.